# Nitrometan
Nitrometan (CH3NO2 ili H3C-NO2) je nitro-spoj; organski spoj koji sadrži nitro-skupinu –NO2, vezanu izravno za ugljikov atom.

## Dobivanje
Nitrometan se lako priređuje u priličnom prinosu reakcijom vodene otopine natrijeva kloracetata s natrijevim nitritom i destilacijom smjese.
Natrijev nitroacetat, koji nastaje kao međuspoj, razgrađuje se u nitrometan i natrijev karbonat:
ClCH2COONa + NaNO2 --> NO2CH2COONa + NaCl
2 NO2CH2COONa + H2O --> 2 CH3NO2 + CO2 + NaCO3

## Upotreba
Najviše se koristi kao gorivo za motorno modelarstvo (za male autiće koji idu na alkohol). U toj upotrebi je nitrometan pomiješan s metanolom u omjeru 90:10.